# Eumastax vittiger
Eumastax vittiger är en insektsart som beskrevs av Marius Descamps 1974. Eumastax vittiger ingår i släktet Eumastax och familjen Eumastacidae. Inga underarter finns listade i Catalogue of Life.